# Saint-Cirgues (Lot)
Saint-Cirgues – miejscowość i gmina we Francji, w regionie Oksytania, w departamencie Lot. Nazwa miejscowości pochodzi od imienia św. Cyryka.
Według danych na rok 1990 gminę zamieszkiwało 421 osób, a gęstość zaludnienia wynosiła 13 osób/km² (wśród 3020 gmin regionu Midi-Pireneje Saint-Cirgues plasuje się na 656. miejscu pod względem liczby ludności, natomiast pod względem powierzchni na miejscu 262.).